# Anomejczycy
Anomejczycy od imienia jednego z przywódców znani także jako eunomianie – skrajny odłam arian istniejący w IV wieku, którego członkami byli uczniowie Aecjusza i Eunomiusza. Nauczali, że Syn jest całkowicie różny (ἀνὅμοιος anomoios) od Ojca zarówno w swej istocie, jak i w całej reszcie. Anomejczycy ostatecznie głosili, że między Ojcem i Synem istnieje nie tylko różnica substancji, ale też że każda z tych osób ma odrębna wolę. Anomejczycy nie zgadzali się w swoich poglądach z semiarianami, którzy wprawdzie nie uznawali współistotności Ojca i Logosu, lecz twierdzili, że istnieje pewne podobieństwo między dwiema osobami Trójcy.
Kościół rzymski obciążył klątwą anomejczyków, zwalczali ich także semiarianie, czego skutkiem było kilka wzajemnych potępień na synodach w Konstantynopolu i w Antiochii. Anomejczycy zniknęli w 394 roku, po śmierci ich drugiego przywódcy, Eunomiusza.